# Foals樂隊
Foals是一個英國搖滾樂隊，組建于英格蘭牛津。樂隊的首張專輯Antidotes于2008年3月24日在英國發行，4月8日在美國發行。樂隊的次張專輯Total Life Forever于2010年5月10日發行。
音樂風格與影響
Foals 被歸類為 獨立搖滾（Indie Rock）、另類搖滾（Alternative Rock）、舞曲龐克（Dance-Punk）、數學搖滾（Math Rock）、藝術搖滾（Art Rock）、後搖滾（Post-Rock）、後龐克（Post-Punk）、藝術龐克（Art Punk） 和 獨立流行（Indie Pop） 樂隊。
他們的音樂風格受到多種影響，樂隊成員曾表示，他們的主要靈感來自 極簡電子（Minimal Techno）、Arthur Russell、克勞特搖滾（Krautrock） 樂隊如 Harmonia，以及 Talking Heads。

## 外部連結
- 官方网站
- Foals on Music Feeds TV（页面存档备份，存于）